# Geoffrey Scott (auteur)
Geoffrey Scott (Hampstead, 11 juni 1884 – New York, 14 augustus 1929) was een Brits architectuurhistoricus, dichter en biograaf.

## Levensloop
Hij was een zoon van Russel Scott, een industrieel, en Jessie Thurburn. Scott volgde privéonderwijs en was student Klassieke Oudheid aan de universiteit van Oxford. In 1906 ontving hij de literaire prijs Newdigate Prize voor zijn gedicht The Death of Shelley. In 1908 reikte de kanselier van de universiteit hem de kanseliersprijs uit voor het essay ‘The National Character of English Architecture'.
In de periode 1907-1908 reisde Scott met het echtpaar Bernard Berenson en Mary Berenson-Smith Costelloe door Italië. Daarna trad Scott in dienst van het echtpaar in hun villa I Tatti in Fiesole, nabij Florence. Scott werd hun bibliothecaris. Zo trad hij toe tot de kennissenkring van gegoede Amerikanen en Britten die in Florence resideerden. Omdat de studies in Oxford niet opschoten, liet Mary Berenson Scott aan de slag gaan bij interieurarchitecten in Florence. Samen met Cecil Pinsent (1884-1963) opende Scott een architectenbureau. Hun eerste opdracht was de renovatie aan de Villa I Tatti en heraanleggen van de tuin. Vervolgens kregen ze opdrachten van andere klanten zoals bijvoorbeeld Charles Augustus Strong (1862-1940), schoonzoon van John D. Rockefeller, en van Lady Sybil Marjorie Cutting (1879-1942). 
In zijn vrije tijd bestudeerde Scott de architectuur uit de renaissanceperiode. Met zijn boek The Architecture of Humanism: a Study in the History of Taste (1914) maakte hij faam, zowel in Italië als in Engeland. Hij was een bewonderaar van de humanistische waarden waarvoor de Renaissancecultuur stond; de architectuur zette zich volgens hem af tegen de lelijkheid van de gotiek.
In 1918 huwde hij Lady Sybil Marjorie Cutting, tot ergernis van mevrouw Berenson, die opgenomen werd in een psychiatrische instelling. Zelf belandde Scott in het sanatorium van Lausanne (1919). Scott startte er een literair werkstuk over het leven van Belle van Zuylen. Eenmaal uit de instelling werkte Scott voor de Britse ambassade in Rome. In 1924 publiceerde Scott een bewerkte versie van The Architecture of Humanism. In 1925 was zijn biografie over Belle van Zuylen af met als titel The Portrait of Zélide. Voor dit boek ontving hij de James Tait Black Memorial Prize in de categorie Biografie (1925). Zijn echtgenote vertaalde vier verhalen van Belle van Zuylen, met een inleiding van hem met als titel Four tales of Zélide ook gepubliceerd in 1925.
In hetzelfde jaar verhuisde Scott van Italië naar Engeland. De echtscheiding met Lady Sybil vond een jaar later plaats in 1926. 
Scott emigreerde naar de Verenigde Staten in 1927. Hij woonde in Long Island, New York. Hij werkte aan de uitgave van de originele Boswell papers toen in het bezit van kolonel Ralph H. Isham (1890-1955), nu van de Yale-universiteit in New Haven, Connecticut, Verenigde Staten: Private papers of James Boswell from Malahide castle; in the collection of Lt.-Colonel Ralph Heyward Isham 1928.
Na zijn dood ten gevolge van een longontsteking in 1929, werd zijn lichaam gecremeerd en de as overgebracht naar de universiteit van Oxford. Postuum werden al de gedichten die hij in zijn leven had geschreven, gepubliceerd in 1931.
- Bibliothèque nationale de France: cb13549138d (data)
- Gemeinsame Normdatei: 121423182
- International Standard Name Identifier: 0000 0001 2124 7107
- Library of Congress Control Number: n86870849
- Nationale Bibliotheek van Letland: 000028524
- Nationale Bibliotheek van Tsjechië: xx0020390
- Nationale Bibliotheek van Israël: 987007271561405171
- Nederlandse Thesaurus van Auteursnamen: 137124163
- SNAC: w6jd5qdw
- Système universitaire de documentation: 050821326
- Trove: 970186
- Union List of Artist Names: 500244748
- Virtual International Authority File: 24766159
- WorldCat: E39PBJvd3ww8bvhhWtDGpVvrbd